# Sardon
Sardon település Franciaországban, Puy-de-Dôme megyében. Lakosainak száma 300 fő (2022. január 1.). Sardon Aubiat, Le Cheix-sur-Morge, Martres-sur-Morge, Surat, Thuret és Varennes-sur-Morge községekkel határos.

## Népesség
A település népessége az elmúlt években az alábbi módon változott:
| Lakosok száma | 317  | 311  | 315  | 314  | 309  | 303  | 297  | 298  | 300  |
|               | 2013 | 2015 | 2016 | 2017 | 2018 | 2019 | 2020 | 2021 | 2022 |